# Albertino Bragança
Albertino Homem dos Santos Sequeira Bragança (* 9. März 1944 in São Tomé) ist ein Politiker (MDFM-PL) und Schriftsteller aus São Tomé und Príncipe.

## Leben
Bragança ging 1964 nach Portugal, um zuerst Medizin und später Elektrotechnik an der Universität Coimbra zu studieren. 1976 kehrte er nach São Tomé zurück.
Im Jahr 1984 gründete er die Edições Gravana Nova, seit 1985 veröffentlicht er Bücher. Zwischen 1984 und 1991 arbeitete er im Bildungsministerium.
Bragança ist Mitglied der Movimento Democrático das Forças da Mudança-Partido Liberal (MDFM-PL) und fungierte zwischen 1991 und 1992 als Verteidigungsminister im Kabinett von Premierminister Daniel Lima dos Santos Daio. Im darauf folgenden Kabinett von Premierminister Norberto d’Alva Costa Alegre übernahm er 1992 von dessen Ehefrau Alda Bandeira den Posten als Außenminister und hatte diesen bis 1994 inne.
Am 8. April 2002 wurde er für die MDFM-PL Abgeordneter der Nationalversammlung (Assembléia Nacional) und als solcher am 18. Mai 2006 wiedergewählt. Er vertrat dort den Wahlkreis Água Grande und war Mitglied des Ständigen Ausschusses der Nationalversammlung.

## Werke
- Rosa do Riboque (1985)
- Um Clarão Sobre a Baía (2005)
- Aurélia de Vento (2011)
- Preconceito & outros contos. Lissabon 2014, ISBN 978-989-689-388-0.
- Ao cair da noite. Colibri, Lissabon 2017, ISBN 978-989-689-688-1.